# Alcohujate
Alcohujate település Spanyolországban, Cuenca tartományban. Alcohujate Cañaveruelas, Alcocer és Castejón, Cuenca községekkel határos. Lakosainak száma 27 fő (2024).

## Népesség
A település lakosságának változását az alábbi diagram mutatja:
| Lakosok száma | 57   | 70   | 45   | 30   | 46   | 36   | 32   | 28   | 29   | 27   |
|               | 2001 | 2004 | 2006 | 2009 | 2011 | 2014 | 2016 | 2019 | 2021 | 2024 |